# Handsome Dan

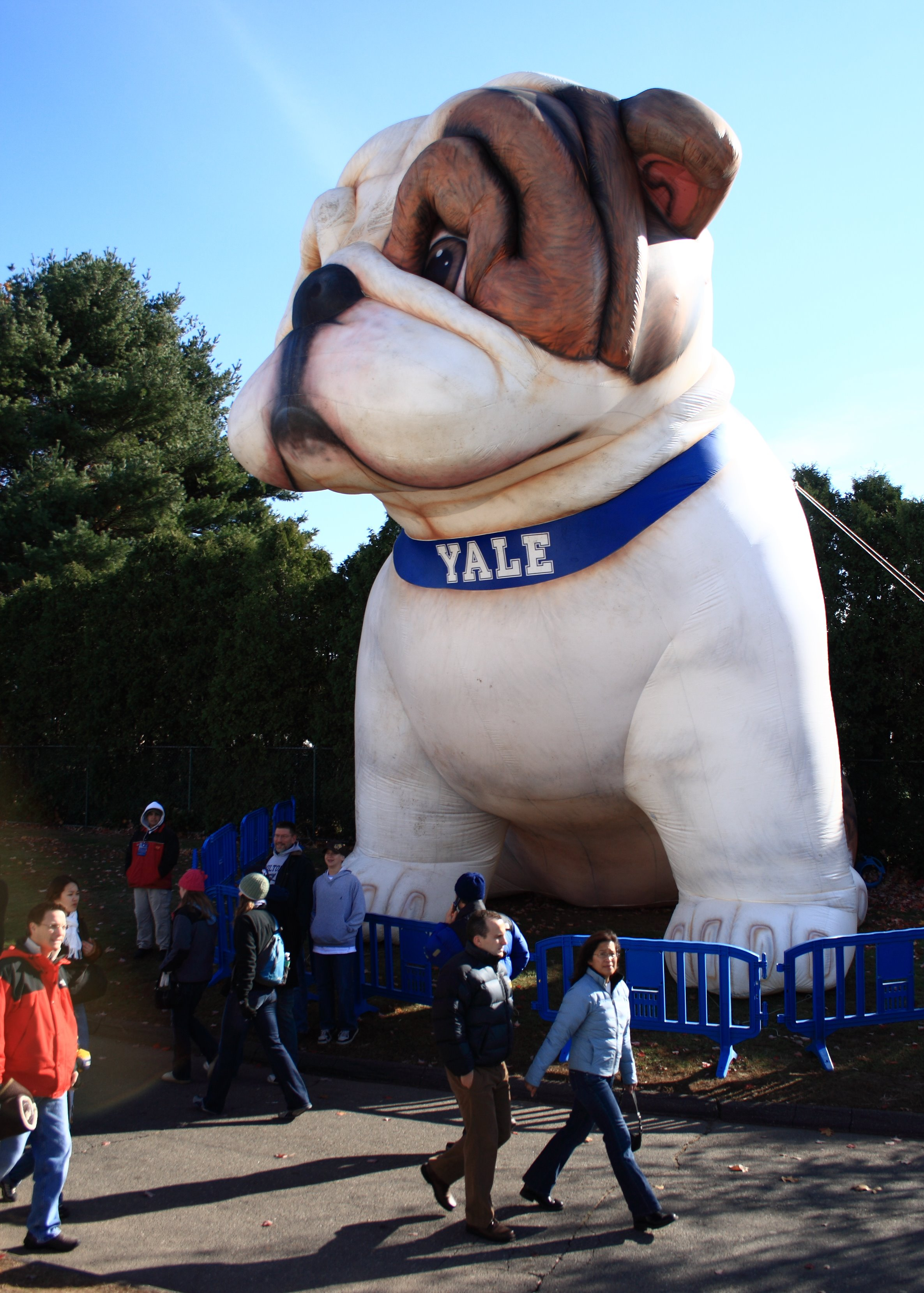
Надувной Хендсом Дэн на игре Гарвард-Йель, 2007 год.

Хендсом Дэн (англ. Handsome Dan, Красавчик Дэн) — бульдог, являющийся талисманом (маскотом) спортивных команд Йельского университета. Кроме традиционных кукол, игрушек и одетых в костюм Дэна людей, существует и живой бульдог, носящий «звание» Хендсом Дэна. После смерти или «увольнения» живого талисмана честь называться Красавчиком Дэном переходит к другому бульдогу. Если бульдог проявляет враждебность к малиновому цвету, цвету команд Гарвардского университета, это повышает его шансы перед другими претендентами стать очередным Хендсом Дэном.
Считается, что Хендсом Дэн стал первым живым маскотом учебного заведения в Америке. Традиция берёт своё начало в 1889 году, была возобновлена в 1933 и с тех пор не прерывается. Нынешний Хэндсом Дэн носит порядковый номер XVI.

## Handsome Dan I

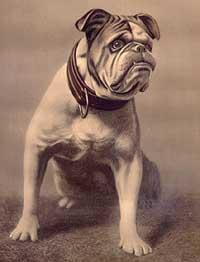
Handsome Dan I

1889—1897 (вывезен в Великобританию).

К концу 1880-х годов у Принстонского и Гарвардского университетов уже были талисманы футбольных команд — у Принстона это был тигр, а у Гарварда «Апельсиновый человек» (Orange Man).
В 1889 году Андрю Б. Грейвс (Andrew B. Graves), английский студент Йельского университета, выступавший за его футбольную команду на позиции блокирующего полузащитника, проходя по улицам Нью-Хейвена, увидел бульдога, сидящего у входа в кузнечную лавку. Грейвс предложил хозяину собаки 50 долларов, кузнец запросил 75 долларов. Сошлись на шестидесяти пяти.
Грейвс отмыл и почистил бульдога и дал ему кличку Красавчик Дэн (Handsome Dan). Вскоре Дэн уже всюду следовал по кампусу за своим новым хозяином, Грейвс брал бульдога с собой и на соревнования. Студенты быстро приняли Дэна в качестве талисмана Йеля.
В 1892 году Грейвс окончил университет и вернулся в Англию, оставив Дэна в кампусе на попечение своего брата. Появилась традиция выпускать Дэна на поле перед началом футбольных и бейсбольных матчей. Собака пересекала игровое поле, считалось что это приносило удачу команде Йеля.
Одна из газет так описывала Дэна: «Это был большой белый бульдог, его морда была одной из самых великолепных, какую когда-либо довелось носить собаке этой породы». И это не было преувеличением или сарказмом — многими специалистами Хендсом Дэн признаётся лучшим представителем породы американского разведения того времени. Он выиграл первый приз на одной из ежегодных выставок в Вестминстере (Westminster Dog Show), а также завоевал не менее 30 других наград в Соединённых Штатах и Канаде.
В одной из заметок в «The Hartford Courant» сообщалось:

При ближайшем рассмотрении, он выглядел как нечто среднее между аллигатором и рогатой жабой, и был назван Красавчиком из метафизических побуждений, в качестве компенсации. Этот титул сам нашёл его, он никогда не стремился его заполучить. Его просто приводили на матч на поводке, и футболисты Гарварда обязаны своим существованием тому факту, что поводок держали крепко все эти годы.

Оригинальный текст (англ.)In personal appearance, he seemed like a cross between an alligator and a horned frog, and he was called handsome by the metaphysicians under the law of compensation. The title came to him, he never sought it. He was always taken to games on a leash, and the Harvard football team for years owed its continued existence to the fact that the rope held.

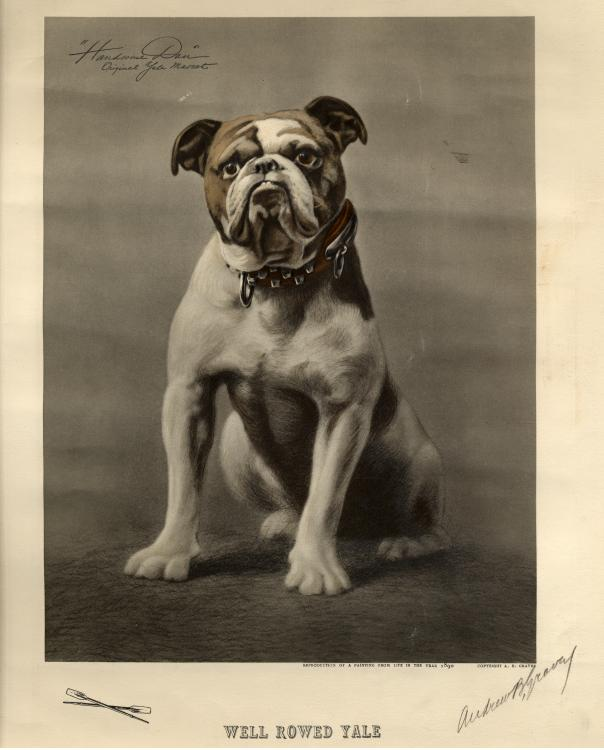
Портрет Красавчика Дэна, написанный его хозяином, Эндрю Б. Грейвсом в 1890 году

«The Philadelphia Press» писала: «Любимым развлечением было попросить его: „Поговори с Гарвардом“. Он начинал неистово лаять и так искажался от ярости, что это казалось невозможным для собаки. Особенностью Дэна было то, что он всегда ассоциировался исключительно со студентами. Этот бульдог запал им в сердца больше, чем любой другой талисман где бы то ни было.»
Хендсом Дэн пересёк Атлантику в 1897 году и воссоединился со своим хозяином. В 1898 году Дэн умер. Грейвс заказал сделать из него чучело и отправил его в Йель, где его установили в старом спортивном зале. Когда зал снесли «Handsome Dan I» был отправлен в Музей Естественной истории Пибоди на реставрацию. В настоящее время Дэн I в стеклянном стенде находится в одной из комнат наград Йельской Гимназии Пейна Уитни, как «вечный страж сокровищ, подтверждающих неувядаемую славу спортсменов Йеля».
Эндрю Б. Грейвс умер от туберкулёза 18 февраля 1948 года в местечке Вестбери, Лонг-Айленд (Нью-Йорк, США).

## Handsome Dan II
1933—1937 (сломал лапу и умер).

После 35-летнего перерыва, Хендсом Дэн II был куплен на пожертвования первокурсников и подарен тренеру Даки Понду (Ducky Pond). Студенты Гарварда похитили Дэна II накануне традиционной игры с Йелем в 1934 году, и студенты Йеля были сильно обеспокоены фотографиями Дэна, сидящего у подножия статуи Джона Гарварда и чем-то закусывающего. В 1937 году Дэн II неудачно спрыгнул, сломал лапу и вскоре умер. Как и из первого Дэна, из него сделали чучело и поместили в стеклянный стенд в Центре для посетителей Йельского Университета на улице Вязов.

## Handsome Dan III
1937—1938 («уволен» из-за психической неустойчивости).

Хендсом Дэн III был огромным белым бульдогом, но в нём быстро проявился панический страх перед толпой. Дэн не смог исполнять свои функции на стадионе, и его пришлось «уволить».

## Handsome Dan IV
1938—1940 («уволен» по состоянию здоровья).

Хендсома Дэна IV в самом начале его службы сбила машина, и задняя половина его тела оказалась парализована. До его смерти в 1940 году, его обязанности исполнял бульдог по кличке «Бык» (Bull), который затем и стал Дэном V.

## Handsome Dan V
1940—1947 (умер от старости).

Булл впервые увидел футбольный матч будучи ещё совсем молодым. Его привёл хозяин, студент Боб Дэй (Bob Day), живший рядом со стадионом Йель Боул. После смерти Дэна IV Булл официально занял его место и стал именоваться Хендсом Дэном V. Он имел огромный успех, любил когда вокруг много людей, выражающих ему своё восхищение. Снискал большую популярность в раздевалках у игроков, вместе с командой нанёс визит в Принстонский университет.

## Handsome Dan VI
1947—1949 (загадочная смерть в двухлетнем возрасте).

Хендсому Дэну VI было всего восемь недель от роду, когда он впервые принял на себя обязанности живого талисмана. Но умер он тоже очень рано, в двухлетнем возрасте. Обстоятельства смерти точно не известны, было сообщение, что причиной гибели Дэна стал фейерверк на игре Гарвард-Йель. Злые языки говорили, что Дэн умер от стыда, после того как Йель проиграл и Гарварду, и Принстону в одном сезоне.

## Handsome Dan VII
1949—1952 («уволен» по причине эмоциональной неустойчивости).

Хендсом Дэн VII был подарен футбольному тренеру Херману Хикману (Herman Hickman) в трёхлетнем возрасте. Однако проявил злобный нрав, который гораздо больше пригодился на его новом «месте работы» — в конуре возле дома во Флориде, который ему пришлось охранять.

## Handsome Dan VIII
1952 («уволен» по причине эмоциональной неустойчивости).

До этого момента все предыдущие Дэны жили на лодочной станции Йеля, и вспоминали о них от случая к случаю. Хендсом Дэн VIII принадлежал помощнику менеджера футбольной команды и, тем самым, открыл новую эру взаимоотношений администрации университета и его маскотов. Но несмотря на это, карьера Дэна Восьмого оказалась совсем короткой, он был отправлен «в отставку» после двух игр, так как явно ощущал дискомфорт на публике.

## Handsome Dan IX
1953—1959 (умер от скоротечной болезни почек).

Бульдог Дэнни (Danny) родился 11 сентября 1953 года и принадлежал Джону Е. Сандресу (John E. Sanders), ассистенту профессора геологии. Перед этим его опекали преподаватель физкультуры Альфред Е. Шольц (Alfred E. Scholz) и тренер университетской команды Джим Ротсмит (Jim Rothschmidt). Дебютировал в роли маскота в возрасте шести недель.
Хендсом Дэн IX запомнился тем, что упал с доков лодочной станции в воду и едва не утонул (подтвердив гипотезу, что бульдоги не умеют плавать из-за особенностей своего строения). Также сообщалось, что однажды Дэнни застрял головой в грязи и пришлось проводить реанимационные действия, чтобы вернуть его к жизни. Появился на обложке журнала Sports Illustrated, в ноябре 1956 года.
Умер от скоротечной болезни почек, вскрытие показало нефротический синдром.

## Handsome Dan X
1959—1969 (отправлен «на пенсию» в преклонном возрасте).

Бульдог Вуди (Woodie), также известный как Будник (Boodnick), как и предыдущий Хендсом Дэн, принадлежал Джону Е. Сандерсу, был любимцем его семьи. Дэн Десятый ознаменовал возвращение к высоким стандартам породы, свойственным Буллу — Дэну Пятому. Вуди весил 74 фунта (более 33,5 кг), был зарегистрирован в книге Американского клуба собаководства (AKC) под «выставочным» именем «Bayside Woodnought». Его родителями были чемпион Bonny Boy of Fearnought и Woodside’s Christie Lou, а дедом знаменитый Kippax Fearnought, импортированный из Англии бульдог, ставший лучшим на шоу в Вестминстере 1955 года. Дэн X — обладатель титула «Лучший бульдог» на шоу клуба «Cape Cod Kennel Club».
Был талисманом команды в 1960 году, когда Йель одержал чистую победу со счётом 9-0. Несколько лет перед уходом на пенсию прожил в Нью-Хейвене (до этого жил в деревне Доббс Ферри, штат Нью-Йорк). Умер в 1971 году от естественных причин.

## Handsome Dan XI
1969—1974 («уволен» по состоянию здоровья, артрит).

Бульдог по кличке Оливер (Oliver), принадлежал директору Йельского колледжа Джону Герсею, любил футбол, но имел неподходящую привычку засыпать, разморившись на солнце. Во время туристического сезона его часто можно было наблюдать на острове Мартас-Винъярд.

## Handsome Dan XII
1975—1984.

Бинго (Bingo), единственная представительница женского пола в династии Хендсом Дэнов. Принадлежала профессору истории Роллину Остервайсу (Rollin Osterweis). Хозяин её описывал, как «упрямую и задиристую, но симпатичную». Бинго украли четверо принстонских старшекурсников, переодевшихся в черлидеров Йельского университета. Они спрятали Бинго на квартире своего товарища в Нью-Йорке, чтобы власти не смогли её найти. Вдохновителем похищения был студент Марк Хэллам (Mark Hallam) 1979 года выпуска. Затем похитители вернули талисман владельцу, после чего дали пресс-конференцию.

## Handsome Dan XIII
1984—1995; 1996 (отправлен «на пенсию» по возрасту, дважды).

Морис (Maurice), принадлежавший Крису Гетману (Chris Getman), был возможно самым примечательным Хендсом Дэном. Он прослужил в команде намного дольше остальных бульдогов. Более того, он пережил своего сменщика, Дэна XIV и вернулся на работу после смерти последнего. В 1989 году его фотография была опубликована в Sports Illustrated. Его терпение во время утомительных фотосессий также сослужило ему хорошую службу: Морис позировал для программок матчей, брошюр, а в 1991 году даже для Рождественских открыток, на которых он предстал в шапке Санта-Клауса и с венком. Он также появлялся на заплывах, одетый в плавательный костюм.
Любовь Дэна к Йелю проявлялась по-разному: он мог петь боевую песню Йеля (по крайней мере, её часть «боу-воу-воу»); изображать мёртвого, когда его спрашивали, «что лучше умереть или перейти в Гарвард?»; наконец, он терял самообладание, когда видел вокруг себя маскоты противников, набрасываясь на принстонского тигра и брауновского медведя. Один раз Морис так отличился на матче Гарвард-Йель, что конному полицейскому пришлось удалить его с игры.
Морис умер в 1997 году, немного не дожив до своего 14-летия. Он прожил долгую собачью жизнь, особенно для бульдога, о котором англичане часто говорят: «короткие ноги, короткие челюсти, короткий вдох, короткий век» (short-legged, short-jawed, short-winded and short-lived).

## Handsome Dan XIV
1995—1996 (умер от сердечного приступа).

Уиззер (Whizzer), так же известный под именем Хезербулл (Hetherbull), также принадлежал Крису Гетману, которому был подарен бывшим выпускником Йеля и заводчиком бульдогов Бобом Хезерингтоном (Bob Hetherington) и мог похвастаться лучшей родословной в университете. Уиззер был потомком 52-кратного победителя различных выставок, бульдога по кличке Hetherbull Arrogant Frigott. На нём проявились нежелательные последствия инбридинга, часто наблюдаемого в таких изысканных фамилиях. Уиззер, обладавший повышенной возбудимостью, умер на службе от сердечного приступа, а его дело пришлось продолжать его предшественнику и соседу по дому.

## Handsome Dan XV
1996—2005 (причина смерти точно не известна).

Луис (Louis), как и Уиззер-Хезербулл был подарен Крису Гетману Бобом Хезерингтоном. Своё имя получил в честь троих людей по имени Луис, одним из которых был футбольный тренер Карм Луис Козза (Carm Louis Cozza). Умер на службе в январе 2005 года, предположительно тоже от инфаркта.

## Handsome Dan XVI
Хендсом Дэн XVI был избран 26 апреля 2005 года. Великолепный Магси Рангун (Magnificent Mugsy Ragoon), бульдог из Хамдена (штат Коннектикут). Весит 69 фунтов, очень общителен, отличается хорошим здоровьем, сотрудничает с Йельским оркестром. На кастинге вызвал всеобщее восхищение тем, что больше внимания уделял бордовым флагам, представляющим Гарвард, чем кукле тигра, представляющей Принстон.
Магси принадлежит Бобу Сэнсону (Bob Sansone), учителю средней школы из Норт-Хейвена.
На первой же игре Гарвард-Йель в 2005 году, Хендсом Дэн XVI был украден двумя старшекурсниками из Гарварда, в ответ на похищение студентами Йеля гарвардского флага и пробежку с ним через поле до своих трибун. Эти двое заманили бульдога, жующего игрушечную фигурку футболиста Гарварда, в свой сектор на Йель Боул. Служба охраны университета через несколько минут вернула Дэна на место, но живой талисман был уже без свитера цветов Йеля.

## Легенда о смерти бульдога в раздевалке
Существует легенда, согласно которой в 1908 году тренер Гарварда Перси Хоутон (Percy Haughton) замучил до смерти бульдога в раздевалке на глазах игроков своей команды, чтобы мотивировать их перед игрой с Йелем. Правда это или нет, неизвестно. Гарвард тогда победил со счётом 4:0.